# Otoskwin River
Der Otoskwin River ist ein Zufluss des Attawapiskat Lake im Kenora District der kanadischen Provinz Ontario.
Der Otoskwin River hat seinen Ursprung im Maxim Lake. Er fließt in überwiegend nordöstlicher Richtung durch den Kanadischen Schild und mündet nach etwa 350 km in das westliche Ende des Attawapiskat Lake. Wichtige Nebenflüsse des Otoskwin River sind Williams River, Spruce River, Pineimuta River, Kawinogans River und Trading River. Er durchfließt auf seinem Weg die Seen Otoskwin Lake, Ozhiski Lake und Kabania Lake. Am Pegel unterhalb Badesdawa Lake beträgt der mittlere Abfluss 85 m³/s. Der Unterlauf des Flusses – ab Otoskwin Lake – liegt innerhalb des Otoskwin/Attawapiskat River Provincial Parks.